# Cirsium inamoenum
Cirsium inamoenum là một loài thực vật có hoa trong họ Cúc. Loài này được (Greene) D.J.Keil mô tả khoa học đầu tiên năm 2004.